# Rappenfluh
Rappenfluh (westallgäuerisch: Rappəfluhr) ist ein Gemeindeteil der Marktgemeinde Scheidegg im bayerisch-schwäbischen Landkreis Lindau (Bodensee).

## Geographie
Die Einöde liegt circa 2,5 Kilometer nördlich des Hauptorts Scheidegg und zählt zur Region Westallgäu. Südöstlich der Ortschaft liegt Allmannsried.

## Ortsname
Der Ortsname ist ein ehemaliger Flurname und beschreibt das alemannische Wort Rapp für Rabe, Waldrapp sowie eine Fluh, die für eine steile Felswand steht.

## Geschichte
Rappenfluh ist seit 1950 im Ortsverzeichnis eingetragen.